# Chiclana de Segura
Chiclana de Segura település Spanyolországban, Jaén tartományban. Chiclana de Segura Arroyo del Ojanco, Beas de Segura, Sorihuela del Guadalimar, Castellar, Montizón, Villamanrique, Orcera és Segura de la Sierra községekkel határos. Lakosainak száma 869 fő (2024).

## Népesség
A település népessége az elmúlt években az alábbi módon változott:
| Lakosok száma | 1317 | 1249 | 1154 | 1230 | 1147 | 1051 | 988  | 965  | 902  | 869  |
|               | 2001 | 2004 | 2007 | 2009 | 2012 | 2014 | 2017 | 2019 | 2022 | 2024 |